# Paroisse de Calcasieu
La paroisse de Calcasieu, en anglais : Calcasieu Parish, a été créée par scission de la paroisse de Saint-Landry le 24 mars 1840. Elle est une des 22 paroisses de la région officielle de l'Acadiane. 

## Géographie
La paroisse a une superficie de 2 774 km2 de terre émergée et 60 km2 d’eau. Elle est enclavée entre le comté de Newton (Texas) au nord-ouest, la paroisse de Beauregard au nord, la paroisse de Jefferson Davis à l’est, la paroisse de Cameron au sud et le comté d’Orange (Texas) à l’ouest.
Cinq autoroutes quadrillent la paroisse : les autoroutes fédérales (U.S. Highway) no 90 et 171, les autoroutes de Louisiane (Louisiana Highway) no 12, 14 et 27 ainsi que les autoroutes régionales (Interstate) 10 et 210.
La paroisse est divisée en six villes et villages : DeQuincy, Iowa, Lake Charles, Sulphur, Vinton et Westlake.

## Histoire
Le nom de Calcasieu vient de la langue  amérindienne de la tribu des Atakapas katkosh, pour aigle, and yok pour crier.  Les colons français, à l'époque de la Louisiane française, l'ont transcrit tout d'abord en Quelqueshue (terme que l'on retrouve encore sur des noms de rues de villes ou villages de la paroisse de Calcasieu), puis en Calcasieu.
Durant la période d'occupation espagnole de la Louisiane française, la rivière Calcasieu qui traverse la paroisse du même nom, prit temporairement le nom d' "Arroyo Hondo" (ruisseau profond).

## Démographie
| Groupe            | Paroisse de Calcasieu | Louisiane | États-Unis |
| ----------------- | --------------------- | --------- | ---------- |
| Blancs            | 70,8                  | 62,6      | 72,4       |
| Afro-Américains   | 24,8                  | 32,0      | 12,6       |
| Métis             | 1,9                   | 1,6       | 2,9        |
| Asiatiques        | 1,1                   | 1,6       | 4,8        |
| Autres            | 1,0                   | 1,6       | 6,4        |
| Amérindiens       | 0,5                   | 0,7       | 0,9        |
| Total             | 100                   | 100       | 100        |
|                   |                       |           |            |
| Latino-Américains | 2,6                   | 37,6      | 16,7       |

Selon l'American Community Survey, en 2010, 92,76 % de la population âgée de plus de 5 ans déclare parler l'anglais à la maison, 2,97 % le français, 2,27 % l'espagnol et 2 % une autre langue.
| Indicateur                             | Paroisse de Calcasieu | États-Unis |
| -------------------------------------- | --------------------- | ---------- |
| Personnes de moins de 5 ans            | 7,0 %                 | 6,1 %      |
| Personnes de moins de 18 ans           | 27,4 %                | 22,6 %     |
| Personnes de plus de 65 ans            | 14,4 %                | 15,6 %     |
| Femmes                                 | 51,2 %                | 50,8 %     |
| Personnes par foyer                    | 2,53                  | 2,64       |
| Vétérans                               | 8,5 %                 | 8,0 %      |
| Personnes nées étrangères à l'étranger | 2,8 %                 | 13,2 %     |
| Personnes sans assurance maladie       | 11,1 %                | 10,2 %     |
| Personnes avec un handicap             | 11,5 %                | 8,6 %      |
| Revenus annuels                        | 26 569 $              | 29 829 $   |
| Personnes sous le seuil de pauvreté    | 14,2 %                | 12,3 %     |
| Diplômés du lycée                      | 86,1 %                | 87,0 %     |
| Diplômés de l'université               | 21,7 %                | 30,3 %     |